# 올리버 보자니치
올리버 존 보자니치(Oliver John Bozanic , 1989년 1월 8일 ~ )는 오스트레일리아의 축구 선수로, 포지션은 중앙 미드필더이다. 현재 A리그 멘 웨스턴 시드니 원더러스 FC에서 활약하고 있다.

## 선수 경력
2014년 FIFA 월드컵에 오스트레일리아 국가대표팀 자격으로 참가하였다.